# Плейфорд, Джон
Джон Плейфорд (англ. John Playford, 1623 год, Норидж — 1686 или 1687 год, Лондон) — крупный английский издатель и публицист, автор ряда сочинений в области музыки и танца, написанных в соавторстве с крупнейшими художниками своего времени. Наиболее известные труды — «Английский учитель танцев» (англ. The English Dancing Master) и «Введение в искусство музыки» (англ. A [Brief] Introduction to the Skill of Musick).

## Жизнь

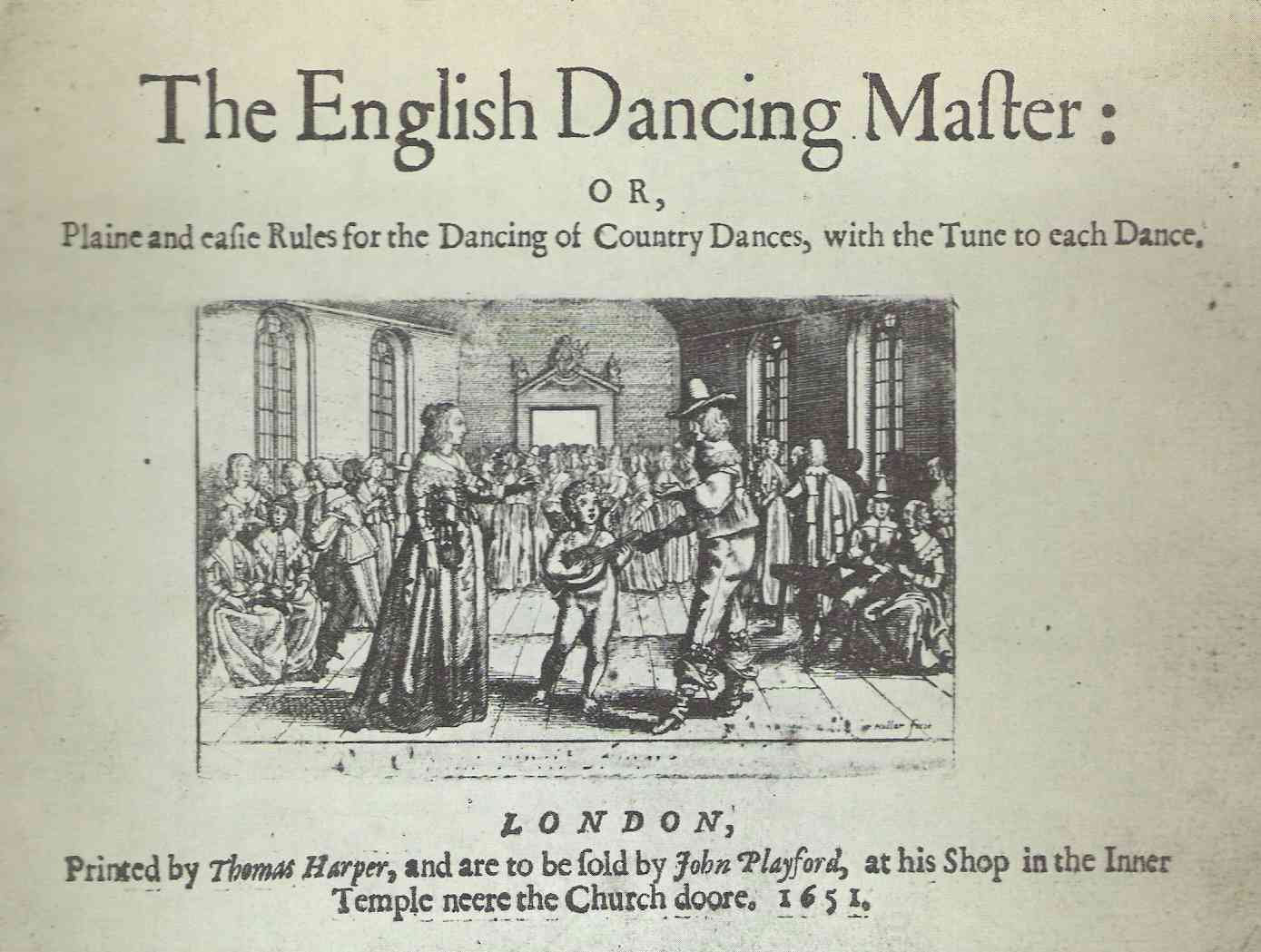
Фронтипсис лондонского издания «The English Dancing Master» 1651 года

Джон Плейфорд родился в Норидже в 1623 году. Вскоре после смерти его отца в 1639 году он был определён в ученики к лондонскому издателю Джону Бенсону, у которого проработал семь лет, после чего вступил в гильдию книжных издателей. В 1647 году он приступил к самостоятельной издательской деятельности.
Будучи убеждённым роялистом, Плейфорд начал публиковать политические прокламации. В 1649 году вышел приказ об аресте Плейфорда и его сподвижников. Год после этого о Плейфорде ничего неизвестно.
В 1650—1651 годах он публикует сборник «Английского учителя танцев», в котором, среди прочего, сделал первые музыкальные обработки контрданса.
В 1653 году он принят на службу в церкви Темпла. В то же время женится на дочери Бенджамина Аллена, издателя из Корнхилла. В 1654 году выходит первое издание «Введения…»
После смерти Аллена и Плейфорды переезжают в Ислингтон, где жена Плейфорда организует школу для девочек. В 1679 году она умирает, и Плейфорд возвращается в Лондон, где в 1684 году отходит от дел, передав их сыну, и умирает в ноябре 1686 года или, по другим источникам, в 1687 году.

## Публикации
- A Musicall Banquet (1651)
- Catch that Catch Can (1652)
- A Booke of New Lessons for Cithern (1652, вторая редакция в 1666 как Musick’s Delight on the Cithren)
- Musick’s Recreation on the Lyra Viol (1652)
- A [Breefe] Introduction to the Skill of Musick (первое издание в 1654, последнее девятнадцатое уже после смерти автора в 1730)
- Court Ayres (1655)
- Choice Musick to the Psalmes of David (1656)
- The Whole Book of Psalms (1661)
- The Musical Companion (1667)
- Apollo’s Banquet for the Treble Violin (1669)
- Psalms and Hymns (1671)
- Musick’s Handmaid (1678)
- The Division Violin (1685)